# Álvares Florence
Álvares Florence este un oraș în São Paulo (SP), Brazilia. 